# André Valadão
André Valadão (Belo Horizonte, 1978. április 16. –) brazil énekes, zeneszerző, színész, lelkész, író, televízióműsor-vezető és dalszerző. Testvéreivel (Ana Paula Valadão és Mariana Valadão) a Diante do Trono keresztény együttes tagja.

## Szólókarrierje
- Mais Que Abundante (2004)
- Milagres (2005)
- Alegria (2006)
- Clássicos (2007)
- Sobrenatural (2008)
- Unidos – Delirious? + André Valadão (2008)
- Clássicos de Natal (2008)
- Fé (2009)
- André Valadão Diante do Trono (2009)
- Minhas Canções na Voz de André Valadão (2010)
- Aliança (2011)
- Fortaleza (2013)
- Versões Acústicas (2014)
- Crer Para Ver (2016)
- Bossa Worship (2017)
- Versões Acústicas 2 (2017)